# Национален военен университет
Националният военен университет „Васил Левски“ е военно висше училище с 2 факултета в градовете Велико Търново и Шумен, България.
Макар че получава статут на висше училище едва през 1924 г., университетът е висшето учебно заведение с най-дългата история в България като продължител на Военното училище, основано в Пловдив през 1878 г.

## История

### Трето българско царство
| Випуски | Випуски                        | Випуски   | Випуски                      |
| №       | дата                           | численост | псевдоним                    |
| ------- | ------------------------------ | --------- | ---------------------------- |
| 1.      | 10 май 1879                    | 163       |                              |
| 2.      | 30 август 1880                 | 93        |                              |
| 3.      | 30 август 1882                 | 62        |                              |
| 4.      | 30 август 1883                 | 62        |                              |
| 5.      | 30 август 1884                 | 51        |                              |
| 6.      | 30 август 1885                 | 58        |                              |
| 7.      | 3 декември 1885                | 71        |                              |
| 8.      | 27 април 1887                  | 163       | Регентският                  |
| 9.      | 7 ноември 1887                 |           |                              |
| 10.     | 7 ноември 1888                 |           |                              |
| 11.     | 18 май 1889                    |           |                              |
| 12.     | 2 август 1890                  | 44        |                              |
| 13.     | 2 август 1891                  | 117       |                              |
| 14.     | 2 август 1892 6 септември 1892 | 139       |                              |
| 15.     | 2 август 1893                  | 79        |                              |
| 16.     | 1 януари 1895                  | 100       |                              |
| 17.     | 1 януари 1896                  | 92        |                              |
| 18.     | 1 януари 1897                  | 45        |                              |
| 19.     | 1 януари 1898                  | 37        |                              |
| 20.     | 1 януари 1899                  | 84        |                              |
| 21.     | 1 януари 1900                  | 130       |                              |
| 22.     | 1 януари 1901                  | 105       |                              |
| 23.     | 1 януари 1902                  | 104       |                              |
| 24.     | 1 януари 1903                  | 94        |                              |
| 25.     | 2 юли 1905                     | 72        |                              |
| 26.     | 19 септември 1906              | 79        |                              |
| 27.     | 1 август 1907                  | 64        |                              |
| 28.     | 11 февруари 1908               | 177       |                              |
| 28.     | 2 август 1908                  | 98        |                              |
| 29.     | 22 септември 1909              | 116       |                              |
| 30.     | 4 септември 1910               | 95        |                              |
| 31.     | 22 септември 1911              | 126       |                              |
| 32.     | 2 август 1912                  | 138       | Царски                       |
| 33.     | 23 април 1913                  | 139       |                              |
| 34.     | 22 септември 1914              | 174       |                              |
| 35.     | 25 август 1915                 | 434       | Рилски                       |
| 36.     | 12 март 1916                   | 242       |                              |
| 37.     | 23 септември 1916              | 327       |                              |
| 38.     | 1 август 1917                  | 348       | Нишки боен                   |
| 39.     | 1 януари 1919                  | 425       |                              |
| 40.     | 4 октомври 1920                | 123       |                              |
| 41.     | 1 април 1922                   |           |                              |
| 42.     | 9 септември 1923               |           |                              |
| 43.     | 1924                           |           |                              |
| 44.     | 6 май 1925                     |           |                              |
| 45.     | 6 септември 1926               |           | Шуменски                     |
| 46.     | 3 октомври 1927                |           |                              |
| 47.     | 25 август 1928                 | 80        | Шипченски                    |
| 48.     | 1929                           | 33        | Преславски                   |
| 49.     | 6 септември 1930               | 111       | Витошки                      |
| 50.     | 6 септември 1931               | 124       | Дунавски                     |
| 51.     | 6 септември 1932               |           | Софийски                     |
| 52.     | 6 септември 1933               | 46        | Люлински                     |
| 53.     | 26 август 1934                 | 91        | Орловски                     |
| 54.     | 1935                           |           | Беломорски                   |
| 55.     | 3 октомври 1936                | 84        | Тракийски                    |
| 56.     | 3 октомври 1937                |           | Княз Симеоновски             |
| 57.     | 3 октомври 1938                |           | Средногорски                 |
| 58.     | 16 юни 1939                    | 131       | Родопски                     |
| 59.     | 16 юни 1940                    |           | Балкански                    |
| 60.     | 1941                           |           |                              |
| 61.     | 30 януари 1942                 |           |                              |
| 62.     | 31 януари 1943                 | 160       |                              |
| 63.     | 3 март 1944                    |           |                              |
| 64.     | 1944                           |           |                              |
| 65.     | 6 май 1945                     |           | Дравски боен                 |
| 66.     | 1946                           |           |                              |
| 67.     | 1947                           |           |                              |
| 68.     | 1948                           |           | Димитровски – 1              |
| 69.     | 30 април 1949                  |           | Димитровски – 2              |
| 70.     | 1949                           |           | Димитровски – 3              |
| 71.     | 1950                           |           | Димитровски – 4              |
| 72.     | 1950                           |           | Димитровски – 5              |
| 73.     | 1951                           |           | Димитровски – 6              |
| 74.     | 1951                           |           | Димитровски – 6а             |
| 75.     | 1952                           |           | Димитровски – 7              |
| 76.     | 1953                           |           |                              |
| 77.     | 1954                           |           |                              |
| 78.     | 1955                           |           |                              |
| 79.     | 1956                           |           |                              |
| 80.     | 1957                           |           |                              |
| 81.     | 1958                           |           |                              |
| 82.     | 1959                           |           |                              |
| 83.     | 1960                           |           |                              |
| 84.     | 1961                           |           |                              |
| 85.     | 1964                           |           |                              |
| 86.     | 1965                           |           |                              |
| 87.     | 1965                           |           |                              |
| 88.     | 23 септември 1966              |           | Велико Търновски – 1966      |
| 89.     | 1967                           |           | Шипченски – 1967             |
| 90.     | 1968                           |           | Войводски – 1968             |
| 91.     | 1969                           |           | Септемврийски – 1969         |
| 92.     | 1970                           |           | Ленински – 1970              |
| 93.     | 1971                           |           | Бузлуджански – 1971          |
| 94.     | 1973                           |           | Септемврийски – 1973         |
| 95.     | 31 август 1974                 |           | Димитровски – 1974           |
| 96.     | 1975                           |           | Дравски – 1975               |
| 97.     | 1976                           |           | Априлски – 1976              |
| 98.     | 1977                           |           | Опълченски – 1977            |
| 99.     | 1978                           |           | Освобожденски – 1978         |
| 100.    | 1979                           |           | Благоевски – 1979            |
| 101.    | 30 август 1980                 |           | Асеновски – 1980             |
| 102.    | 30 август 1981                 |           | Аспаруховски – 1981          |
| 103.    | 1982                           |           | Димитровски – 1982           |
| 104.    | 1983                           |           | Родопски – 1983              |
| 105.    | 1984                           |           | Българо-съветска дружба 1984 |
| 106.    | 1985                           |           | Сливнишки – 1985             |
| 107.    | 30 август 1986                 |           | Ботевски – 1986              |
| 108.    | 1987                           |           | Васил Левски – 1987          |
| 109.    | 1988                           |           | Старозагорски – 1988         |
| 110.    | 1989                           |           | Чавдарци – 1989              |
| 111.    | 1990                           |           | Шипченски – 1990             |
| 112.    | 1991                           |           | Тодор Каблешков – 1991       |
| 113.    | 1992                           |           |                              |
| 114.    | 1993                           |           |                              |
| 115.    | 1994                           |           |                              |
| 116.    | 1995                           |           |                              |
| 117.    | 1996                           |           | Панагюрски – 1996            |
| 118.    | 1997                           |           | Васил Левски – 1997          |
| 119.    | 1998                           |           | Христо Ботев                 |
| 120.    | 1999                           |           |                              |
| 121.    | 2000                           |           |                              |
| 122.    | 2001                           |           |                              |
| 123.    | 2002                           |           |                              |
| 124.    | 2003                           |           | Илинденско-Преображенски     |
| 125.    | 2005                           |           |                              |
| 126.    | 2006                           |           |                              |
| 127.    | 2008                           |           |                              |
| 128.    | 29 ноември 2008                |           |                              |
| 129.    | 2009                           |           |                              |
| 130.    | 2009                           |           |                              |
| 131.    | 2010                           |           |                              |
| 132.    | 26 ноември 2010                |           |                              |
| 133.    | 29 юли 2011                    | 64        |                              |
| 134.    | 27 юли 2012                    | 88        |                              |
| 135.    | 26 юли 2013                    | 88        |                              |
| 136.    | 25 юли 2014                    | 91        |                              |
| 137.    | 24 юли 2015                    | 79        |                              |
| 138.    | 22 юли 2016                    | 88        | Тутракански                  |
| 139.    | 27 юли 2017                    | 53        | Васил Левски                 |
| 140.    | 27 юли 2018                    | 113       | Ботевски                     |
| 141.    | 26 юли 2019                    | 136       | Княз Александър I            |
| 142.    | 24 юли 2020                    | 91        | Добруджански                 |
| 143.    | 24 юли 2021                    | 121       | Георги Стойков Раковски      |
| 144.    | 1 август 2022                  | 118       | Полковник Борис Дрангов      |
| 145.    | 29 юли 2023                    | 136       | Васил Левски                 |
| 146.    | 27 юли 2024                    | 218       | Цар Симеон Велики            |
| 147.    | 25 юли 2024                    | 168       | Сливнишко-Драгомански        |

Създаване на военното училище
Още през лятото на 1878 г. Временното руско управление започва подготовката за създаване на военно училище в Пловдив. Назначеният на 8 май 1878 г. руски императорски комисар княз Дондуков-Корсаков предприема в най-кратък срок създаването на институция за подготовката на офицерски кадри за Българската земска войска. В края на месец май 1878 г. пред сградата на областната управа в Пловдив е оповестен приказ на комисариата на временното руско управление за създаването на военно-учебна команда, като основните изисквания са младежите да са навършили 17 години и да имат най-малко четирикласно образование. За командир на военно-учебната команда (юнкерска рота), състояща се от първите 42 младежи, е назначен капитан Стрижевски, а за негови помощници подпоручик Любавски и прапорщик Никола Бонев (българин на руска служба). Командата е първоначално е настанена в бившия турски конак в Пловдив, а после се установява в училище „Света Троица“, в старата част на днешния град. Училището е открито на 1 септември 1878 г. по заповед на княз Дондуков-Корсаков. Със заповед № 14 от 1 септември 1878 г. висшето командване и организирането на занятията се поема от гвардейски капитан Николай Флейшер. Първите произведени български офицери с чин прапорщик са Рачо Петров, Христо Попов, Стефан Александров и Петър Тантилов.
След Берлинския конгрес
След подписването на Берлинския договор от 14 до 19 ноември 1878 г. военното училище е преместено в гр. София – до Пазарджик съставът пътува с влак, а от там до София юнкерите се придвижват пеша. Официално училището е преместено на 20 ноември. Първоначално училището е настанено в дотогавашна турска болница на мястото на днешния Централен военен клуб. На 26 ноември 1878 г. то е официално осветено и открито със заповед № 18 на Военното управление на България. Обучението в училището е в рамките на две години, като се разделя на два класа: Първи младши-общи и Втори старши-специален. В младшия клас се изучава общообразователна и общовоенна подготовка, а в старшия – специална подготовка по съответния род войска: пехота, артилерия, кавалерия и пионери (днешните инженерни войски). На 15 януари 1879 г. е зачислени първият випуск юнкери, подготвен е в съкратени срокове и на 10 май 1879 г. първо офицерско звание получават 163 юнкери, завършили старшия клас. С Указ № 40 са обявени първенците на випуска – подпоручиците Анастас Бендерев и Тодор Увалиев.
Първият випуск на военното училище по-късно е наречен „Генералски випуск“, тъй като от завършилите 163 юнкери 36 достигат до генералско звание.
Със заповед по военното ведомство № 156 от 1880 г. се нарежда да се премине към 3-годишен курс на обучение, съответно първи подготвителен клас и втори и трети специални класове. Впоследствие през 1881 г. се преценява, че е необходимо обучението да премине на 4-годишен период. На 30 август 1881 г. княз Александър Батенберг на тържествен парад в София връчва първото бойно знаме на училището. На 30 август 1886 г. училището е разформирано във връзка с детронацията на Батенберг и знамето му е унищожено.
През 1892 г. е преместено в специално построена сграда, проектирана от чешкия архитект Антонин Колар, в югоизточния край на София, в която днес се намира Военната академия „Г. С. Раковски“. Военното училище играе важна роля в живота на Българската армия, като в него се подготвят почти всички офицери, командвали армията във войните от края на 19 век и началото на 20 век.
От Съединението до независимостта
Важна роля в бъдещото развитие на училището изиграва акта на Съединението на Княжество България с Източна Румелия. В навечерието на Сръбско-българската война в знак на несъгласие с водената от Българското правителство политика, руският цар Александър III изтегля руските войски от България, включително и всички руски офицери от военното училище. На 10 октомври 1885 г. е назначен първия български офицер за началник на училището – ротмистър Анастас Бендерев.
Преди началото на Сръбско-българската война завършилите училището са 462 български офицери, които са недостатъчни за окомплектоването на 110 хилядната Българска армия, която се готви за войната със Сърбия. Поради тези причини със заповед № 90 на военното министерство от 9 септември 1885 г. 71 юнкера от 7-и випуск са произведени предсрочно със звание портупей-юнкери и са разпределени за командири по бойните части. Тази първа война за младите български офицери, наречена още войната на капитаните, е бойното кръщене за българския офицерски корпус. Общо в сръбско-българската война загиват 16 възпитаника на училището, сред които капитан Маринов командир на Трети пехотен бдински полк и най-младия загинал офицер – братът на Христо Ботев портупей-юнкер Боян Ботйов.
След края на войната военното училище започва да търси свой собствен път на развитие, съобразен с българските традиции и боен опит. До преврата срещу княз Александър I Батенберг е запазен 4-годишният курс на обучение. Детронацията на княза, в която се включват група русофилски настроени юнкери и офицери начело с началника на училището майор Петър Груев, ротмистър Анастас Бендерев и капитан Радко Димитриев оказват изключително негативно влияние върху престижа на военното училище. След контрапреврата извършен от Стефан Стамболов с Указ № 181 от 1886 г. училището е разформировано, отнети са му знамето, част от юнкерите участвали в тези събития са уволнени, други са дадени под съд, а трети са разжалвани. Пак през същата година с Указ № 187 училището е възстановено, но без знаме и шефство. Официално ново бойно знаме е връчено едва през 1925 г. от цар Борис III.
С установяването на княз Фердинанд I за цар на България настъпва успокоение сред юнкерските и офицерските среди, като през 1889 г. князът поема шефството над училището. През 1889 г. към училището е открита и първата школа (курс) за подготовка на запасни офицери в състав от 130 души и е придадена фелдшерска рота за обучение на войскови фелдшери. През 1890 г. е проведен и първият щаб-офицерски курс за 115 офицери с чин капитан. В началото на 1900 г. настъпва т. нар. кадетски период за обучение в училището по модела на военните училища на великите сили, като започват да се приемат младежи на 12-годишна възраст със срок на обучение 7 години, от които 5 години гимназиален клас и 2 години специален клас. Този модел на обучение просъществува до 1909 г., когато кадетската гимназия е закрита и отново е въведен 3-годишен срок на обучение.
Балкански войни (1912 – 1913 г.)
При създалата се политическа обстановка на Балканите в навечерието на Балканската война на 17 септември 1912 г. цар Фердинанд I издава Указ № 5 за обявяване на обща мобилизация, а на 20 септември училището е разформировано. Всички офицери са изпратени по бойните подразделения. За участие във войната портупей-юнкерите и офицерските кандидати са изпратени в частите на действащата армия. По бойните части за командири са изпратени и портупей-юнкерите от 33-ти випуск и юнкерите от 34-ти випуск. Юнкерите от подготвителния клас на 35-и випуск са освободени в домашен отпуск до второ нареждане. На 31 август 1913 г. след края на войните и общата демобилизация на българската войска училището започва отново да функционира с началник подполковник Иван Луков. През двете войни загиват 302-ма възпитаници на военното училище от всички випуски, произведени до 1913 г., един от които е героят от битката при Бунархисар полковник Иван Петров, командир на Пети пехотен дунавски полк.
Първа световна война (1915 – 1918 г.)
Важен момент от живота на училището е влизането на България в Първата световна война на страната на Централните сили. С Указ № 7 от 10 септември 1915 г. на Цар Фердинанд I е обявена обща мобилизация на въоръжените сили на Царство България. За разлика от Балканската война сега училището преминава към военновременен състав и продължава да функционира без прекъсване. Предвид развитието на войната и нарастващата нужда от офицери за почти 600-хилядната българска армия започва форсирана подготовка на офицерски кадри. Още на 25 август 1915 г. предсрочно са произведени в чин подпоручик 435 портупей-юнкери от 35-и випуск на училището и са изпратени по бойните части. На 10 септември 1915 г. юнкерите от 36-и випуск са произведени в чин офицерски кандидат и също са изпратени на фронта. В съкратени срокове на 10 март 1916 г. е произведен и 37-и випуск и изпратен по бойните части, като този начин на обучение продължава до производството на 40-и випуск. От 15 март 1916 г. към училището се придава и школата за запасни подпоручици, като от този момент получава наименованието „Военно на Негово величество и Школа за запасни подпоручици“. Взема участие в потушаването на Войнишкото въстание (1918). Школата за запасни подпоручици се отделя от военното училище на 1 ноември 1918 г. и започва да се развива самостоятелно. През този период (1915 – 1918 г.) за войската са подготвени и изпратени в строя 1400 офицерски кандидати и 6030 подпоручици от ШЗО. През Първата световна война загиват 563 възпитаници на военното училище. На 3 октомври 1918 г. Цар Фердинанд I абдикира и на престола се възкачва синът му Цар Борис III, пред когото на 5 октомври 1918 г. юнкерите полагат клетва за вярност и училището се наименува „Военно на Н.В. Борис III училище“.
Междувоенен период (1919 – 1938 г.)
Въпреки славните победи на Българската армия, след злощастния край на Първата световна война и налагането над България на Ньойския диктат започва тотално намаление на войската, включително и във военното образование. Съгласно клаузите на договора от училището са уволнени 308 портупей-юнкери и юнкери. През 1920 г. са закрити Военната академия, Школата за запасни подпоручици, Санитарното и Ветеринарното подофицерско училище. Така в началото на 20-те години остава да функционира само едно-единствено военно-учебно заведение. През 1923 г. училището взема участие в потушаването на Септемврийското въстание (1923). През април 1924 г. с Указ № 12 на цар Борис III училището получава статут на специално висше учебно заведение, а на 12 септември 1925 г. при производството на 44-ти випуск царят връчва официално на неговия началник подполковник Дамян Велчев второто бойно знаме на училището. От 1928 г. в училището започват да се обучават и първите офицери за авиацията и флота. В периода от 1931 г. до 1941 г. към него са формирани школи и курсове за преподготовка на офицери и подофицери. На 6 май 1937 г. цар Борис ІІІ връчва на училището третото бойно знаме, а на 12 юни 1937 г. царят издава Указ № 164, с който към училището отново се открива Военна гимназия с тригодишен срок на обучение, която е закрита на 6 октомври 1944 година. В периода до 1938 г. постепенно се възвръща престижът на офицерската професия, като едновременно се преосмисля цялостната система на военното образование в България, съобразно нуждите на армията и развитието на военното дело.
Втора световна война (1939 – 1945 г.)
След ревизията на клаузите на Ньойския договор, с акта на Солунското споразумение се създава възможност на училищното ръководство съвсем легално да подготвя кадри за всички родове войски без ограничения. Нещо повече – установява се практика наши юнкери да се обучават в чуждестранни висши военни учебни заведения, като се изпращат групи от юнкери летци, моряци и пехотинци в Италия, Полша, Унгария, Германия и други страни.
Този период е белязан с най-големите превратни събития в историята на училището, свързани с настъпилите политически промени преди и след края на Втората световна война. Първото от тях е влизането на България в Тристранния пакт (1 март 1941 г.), при което още на 28 февруари юнкерите са изведени на полеви лагер, а кадетите са пуснати в безсрочен домашен отпуск. След 10-ина дни всички отново са върнати за занятия в училището. Второто важно събитие е смъртта на Цар Борис III на 28 август 1943 г. и полагането на клетва пред неговия наследник Цар Симеон II. И третото е смяната на властта на 9 септември 1944 г.
Една от целите на англо-американските бомбардировки през 1944 г. е и военното училище, което е силно засегнато от тях. За целта още преди това личния състав на училището е разсредоточен, съответно кадетите са изпратени за продължаване на обучението в гр. Шумен. В училището остават само юнкерите от 63-ти до 65-и випуск, които спасяват училището от пожарите вследствие бомбардировките на 29 и 30 март 1944 г. След тази дата цялото училище е предислоцирано на лагер в гр. Банкя и прекарва там до 9 септември 1944 г., когато на власт в България идва Отечествения фронт. Настъпилите промени засягат и военното училище. Страната ни от съюзник на Германия застава на страната на Съветския съюз и се включва във военните действия срещу изтеглящите се от Гърция и Югославия германски войски.

### Народна република България
Създаване на нови училища (1944 – 1958 г.)
След 9 септември 1944 г. настъпва коренна промяна както за Българската армия, така и за военното образование в страната. Дошлото на власт Отечествено-фронтовско правителство поема курс на революционно преустройство на военното училище от царско на Н.В. в социалистическо по модела на военните училища в Съветския съюз. Предвид включването на България във Втората световна война на страната на настъпващите войски на Съветския съюз и необходимостта от офицери за войската предсрочно са произведени 64-ти и 65-и боен дравски випуск. За всички завършили военното училище до 1945 г. се въвежда названието „царски офицери“. По време на войната срещу Третия Райх в училището се формират курсове за обучение на доброволки в санитарно и свързочни дело, а от 15 октомври 1944 до 18 януари 1945 г. функционира курс за подготовка и преподготовка на офицери от партизанските отряди.
Идеята за патрон на училището да се приеме името на Апостола на свободата Васил Левски принадлежи на новоназначения началник на училището генерал-майор Христо Стойков, като същата се приема от министъра на войната генерал-лейтенант Дамян Велчев и на 18 февруари 1945 г. със заповед № 45 за патрон на училището е определен Васил Левски и е преименувано на Народно военно училище „Васил Левски“. С назначаването на заместник-началник на училището по политическата част се поставя началото на партизирането на българското офицерство. С налагането на новата политика на комунистическата партия училището вече трябва да подготвя верни не само на народа, но и на партията офицерски кадри. След 1945 г. за повишаване на военно-теоретичната подготовка на офицерите, служили в т. нар. Народоосвободителна въстаническа армия, във военното училище се организират 1-годишни курсове за бивши партизани. Много от тези курсисти впоследствие стават строителите на новата БНА, по-известните от които са: Кирил Косев, Васил Зикулов, Атанас Семерджиев, Иван Врачев, Иван Добрев, Велко Палин и др. През 1945 г. от училището се отделят кадри за формирането на Народното военновъздушно училище в Долна Митрополия. Съгласно указа, запазен в Държавна агенция „Архиви“, училището е преименувано от Военно на Н. В. училище в Народно Военно училище „Васил Левски“ съгласно указ № 6 от 5 март 1946 г. по доклад на Министъра на войната № 32 от 18 февруари 1946 година.
Новата власт започва масова чистка и уволнения сред юнкерите и кадетите от военното училище, като в последния 68-и випуск от постъпилите преди 9 септември 1944 г. 168 кадети, остават само 18 души. Попълнен с предани на новата власт юнкери, този випуск става първият редовен випуск с 3-годишен срок на обучение в народното военно училище и е наречен „Първи Димитровски випуск“. На 30 април 1948 г. със заповед № 233 на министъра на войната генерал-лейтенант Георги Дамянов са произведени 340 юнкери пехотинци, артилеристи, сапьори, свързочници и кавалеристи. В този випуск за първи път завършват офицери с политически профил. Новото обучение въвежда пълния набор от политическите дисциплини:марксизъм-ленинизъм, политическа икономия и история на БКП.
След Втората световна война в резултат на загубите на офицери и масовите преследвания и уволнения на царските офицери недостигът на командири за БНА рязко нараства, което налага прием на много по-голям брой юнкери за обучение за всички родове войски. Тъй като училището няма капацитет да събере толкова много обучаеми, започва обособяването на самостоятелни училища за различните родове войски. Ето защо през 1945 г. от него е отделено Народното военно въздушно училище „Георги Бенковски“, а през 1948 г. – Народното военно артилерийско училище „Георги Димитров“. В този период военните училища в България достигат до 17 броя, като освен изброените се откриват още: народно военно пехотно, танково, инженерно, свързочно, кавалерийско, военновъздушно техническо, военновъздушно за щурмани, военно-политическо, за военни преводачи, тилово, химическо, медицинско, гранично, ПВО, суворовско училище. Отделно от това през 1946 г. се създава и Народното военно морско училище „Н. Й. Вапцаров" за кадрите на флота. Във всички училища със заповед № 225 на министъра на народната отбрана от 15 октомври 1948 г. се премахва званието „юнкери“ и възпитаниците на военните училища вече се наричат „курсанти“.
Укрепване на училищата (1958 – 1991 г.)
С разпореждане № 00599 от 19 юли 1958 г. Народното военно училище е преместено от София във Велико Търново и се разполага в сградите на бившия Осемнадесети пехотен етърски полк в центъра на града, сега в района са НАП (бивш партиен дом), 5-и корпус на ВТУ и малко останали полуразрушени сгради в които се е помещавало Военното окръжие, ОСО, Гражданска отбрана до 1990, като стадион „Юнак“ от комплекса е разкопан. В началото на 1970-те години започва изграждането на новия район на военното училище, представляващ комплекс от многофункционални обвързани сгради задоволяващи нуждите на едно съвременно военно учебно заведение. Първата копка е направена на 12 октомври 1972 г. от министъра на народната отбрана армейски генерал Добри Джуров, а първата сграда, т.нар. „Учебен корпус“, е открита на 14 октомври 1974 г. На 15 септември 1979 г. официално е открито новото военно училище, което се настанява в нов казармен район, намиращ се в северозападната част на гр. В. Търново и от 1980 г. всички курсанти вече се обучават там.
След 1954 г. започва реорганизация на военно-образователната система, като постепенно повечето училища са закрити. Остават 4 военни училища, в които се концентрира обучението на курсантите като офицерски кадри по специалности за различни видове въоръжени сили и родове войски: Народно военно училище „Васил Левски“ във Велико Търново (общовойскови специалности от Сухопътните войски), Народно военно артилерийско училище „Георги Димитров“ в Шумен (специалности от ПВО и артилерията), Народно военно въздушно училище „Георги Бенковски“ в Долна Митрополия (специалности от ВВС) и Народно военно морско училище „Н. Й. Вапцаров" във Варна (специалности от ВМС). Срокът на обучение на курсантите варира от 3 до 5 години, като след 1959 г. се преминава към висш 4-5-годишен курс на обучение и се разработват учебни планове в съответствие с изискванията на Закона за висшето образование. След тази година военните училища стават висши, а завършващите 4- и 5-годишния курс на обучение придобиват висше образование с граждански инженерни и хуманитарни специалности, в зависимост от профила в който се обучават.
Учебният процес се води в много добри условия в изцяло нови оборудвани кабинети, тренажори, полигони, лаборатории и стрелбища. По модела на останалите граждански Висши учебни заведения започват да функционират катедри с цивилни и военни преподаватели по всички военни, инженерни и хуманитарни предмети изучавани в училищата.
Преди 10 ноември 1989 г. във ВНВУ „Васил Левски“ се подготвят офицери за всички специалности на сухопътните войски и войските на МВР: мотострелкови, танкови, автомобилни, свързочни, инженерни, химически, тилови, политически, гранични, войсково разузнаване, народна милиция и вътрешни войски.
Във ВНВАУ „Георги Димитров“ в Шумен в зависимост от военния профил на курсантите са приети три граждански специалности. Профил „Земна артилерия“ и „Артилерийско въоръжение“ получават гражданска квалификация „технолог по машиностроене“, зенитният профил – „инженер по радиоелектроника“ и профилът „Артилерийско инструментално разузнаване“ – „инженер по геодезия, картография и фотограметрия“. Създават се нови катедри, свързани с инженерно-техническата подготовка на обучаемите.
Със създаването на нов вид войски през 1952 г. – Радиотехнически войски – в Народното военно артилерийско училище „Георги Димитров“ започва обучението на курсанти по новата престижна специалност „Радиотехнически войски“ (РТВ) с два профила – „Радиолокационни станции“ (РЛС) и „Автоматизирани системи за управление“ (АСУ). С развитието на този процес през годините се формират катедрите „Радиотехника“, „Радиолокация“, „Радиотехнически войски“.
Появяват се първите кандидати на науките и първите хабилитирани преподаватели (доценти и професори).
С навлизането на ракетното въоръжение в армията през 1962 г. Министерството на отбраната поставя задача на артилерийското училище в Шумен да подготвя офицери за мобилните ракетни комплекси с оперативно-тактическо предназначение (ОТР) и зенитно-ракетните войски (ЗРВ). Командването на училището извършва реорганизация и се формират катедри, които водят специалната подготовка на курсантите.
През 1970-те години се поставя началото на автоматизацията на управлението на войските със създаването на първия електронноизчислителен център. За осигуряване на високо квалифицирани специалисти автоматизатори през 1972 г. във ВНВАУ „Г. Димитров“ – Шумен се формира катедра „Автоматика и кибернетика“.
Аналогични са тенденциите в развитието и на ВНВВУ „Георги Бенковски“.
През този период във военните училища се обучават и чуждестранни курсанти от Африка, Близкия изток, Азия и Южна Америка. Голяма част от кадрите на военните училища се реализират и в останалите структури на отбраната и националната сигурност, а завършилите чуждестранни курсанти впоследствие заемат висши военни и държавни постове в своите страни.

### Република България
Отделни училища (1991 – 2002 г.)
След смяната на политическата система през 1989 г. настъпват промени в имената на военните училища. Тези в Шумен, Велико Търново и Долна Митрополия се наричат съответно Висше военно училище за артилерия и противовъздушна отбрана „Панайот Волов“, Висше военно общовойсково училище „Васил Левски“ и Висше военновъздушно училище „Георги Бенковски“. След приемане на новия Закон за висше образование през 1995 г. в тях се променят названията на длъжностите на по-голямата част от преподавателите – в асистент, старши асистент, главен асистент, доцент, професор. Преминава се на факултетна структура. Започва акредитация на специалности. През ноември 1997 г. във Висшето военно училище за артилерия и противовъздушна отбрана „Панайот Волов“ се извършва акредитация на специалността „Комуникационна техника и технологии“ – първата в сферата на висшето военно образование. След по-малко от година през месец юни Акредитационният съвет на НАОА оценява по достойнство качеството на обучение и присъжда редовна акредитация на ВВУАПВО „П. Волов“ – Шумен, което става първото в страната акредитирано висше военно училище и второто измежду техническите висши училища в България. Акредитирани са специалности от професионални направления „Военно дело“, „Машинно инженерство“ – „Машиностроителна техника и технологии“ и „Комуникационна и компютърна техника“ – „Компютърни системи и технологии“. Впоследствие акредитират специалности и останалите военни училища, с което доказват качествата на военно-образователната система.
Национален военен университет
През 2002 г. 3-те военни училища са обединени в Националния военен университет „Васил Левски“. Националният военен университет „Васил Левски“ е създаден с решение на XXXIX народно събрание от 14 юни 2002 г. чрез преобразуване на Висшето военно общовойсково училище „Васил Левски“ – гр. Велико Търново, Висшето военно училище за артилерия и противовъздушна отбрана „Панайот Волов“ – гр. Шумен и Висшето военновъздушно училище „Георги Бенковски“ – гр. Долна Митрополия.
В резултат на настъпилите промени в обществено-политическия живот на страната и поетапното намаляване състава на Българската армия, особено след приемането на България за член на НАТО, военно-образователната система също претърпява значителни промени. Редуцирането на армията и отпадането на наборната военна служба постепенно намалява и необходимостта от офицери за войската. Голяма част от курсантите, завършващи военното училище не успяват да се реализират в редовете на армията, друга част от завършилите напускат Българската армия по собствено желание или са съкратени, а трети напускат училището и продължават образованието си в граждански ВУЗ-ове. В периода до създаването на Националния военен университет престижът на военното училище е силно накърнен, което довежда до силен отлив на желаещи младежи да се посветят на офицерската професия. Налага се дори в училището да се обявят „нулеви“ години без прием на курсанти. Това предизвиква реформа в учебните планове и приема на курсанти, като освен курсанти във военното училище започва прием на студенти по граждански специалности. След приемането на страната ни в НАТО военното образование в България започва да се преустройва съгласно стандартите за подготовка на офицери по модела на страните-членки на пакта.
На 18 април 2019 г. Народното събрание приема решение за откриване на Висше военновъздушно училище „Георги Бенковски“ и за закриване на факултет „Авиационен“ в структурата на Националния военен университет „Васил Левски“, като дейността на факултета преминава във факултет „Авиационен“ в структурата на ВВВУ „Георги Бенковски“. Решението влиза в сила на 1 януари 2020 г.

## Структура
Академичната част на Националния военен университет се състои от основните звена – 2 факултета:
- Факултет „Общовойскови“ в гр. Велико Търново
- Факултет „Артилерия, ПВО и КИС“ в гр. Шумен

### Факултет „Общовойскови“
Факултет „Общовойскови“ се намира във Велико Търново. Състои се от 7 катедри, както следва:
- Сухопътни войски
- Разузнаване
- Инженерно осигуряване
- Управление на ресурси и технологии
- Комуникационни и информационни системи
- Стопанско управление и логистично осигуряване
- Национална и регионална сигурност

### Факултет „Артилерия, ПВО и КИС“
Факултет „Артилерия, ПВО и КИС“ се намира в Шумен. Състои се от 6 катедри, както следва:
- Комуникационни мрежи и системи
- Противовъздушна отбрана, зенитно-ракетни и радиотехнически войски
- Компютърни системи и технологии
- Полева артилерия
- Въоръжение и технологии
- Информационна сигурност

## Наименования
Единно военно училище (1878 – 1945)
- Софийско военно училище (1 септември 1878 – 29 август 1880)
- Военно на Негово Княжеско Височество училище (30 август 1880 – 21 септември 1908)
- Военно на Негово Величество училище (22 септември 1908 – 4 март 1946)

Отделни военни училища (1945 – 2002)
А. Военно общовойсково училище
- Народно военно училище „Васил Левски“ (5 март 1946 – 1950)
- Народно военно пехотно училище „Васил Левски“ (1950 – 1955)
- Народно военно училище „Васил Левски“ (1955 – 1959)
- Висше народно военно училище „Васил Левски“ (1959 – август 1991)
- Висше военно общовойсково училище „Васил Левски“ (август 1991 – 13 юни 2002)

Б. Военно артилерийско училище
- Народно военно артилерийско училище (27 ноември 1948 – 31 декември 1948)
- Народно военно артилерийско училище „Георги Димитров“ (1 януари 1949 – 10 юли 1959)
- Висше народно военно артилерийско училище „Георги Димитров“ (10 юли 1959 – 1964)
- Народно военно артилерийско училище „Георги Димитров“ (1964 – 1969)
- Висше народно военно артилерийско училище „Георги Димитров“ (1969 – 15 август 1991)
- Висше военно училище за артилерия и противовъздушна отбрана „Панайот Волов“ (15 август 1991 – 1 септември 2002)

В. Военновъздушно училище
- Народно военновъздушно училище (1945 – 1959)
- Висше народно военновъздушно училище „Георги Бенковски“ (1959 – 1990)
- Висше военновъздушно училище „Георги Бенковски“ (1991 – 1 септември 2002)
- Факултет „Авиационен“ към НВУ (1 септември 2002 – 1 януари 2020)
- Висше военновъздушно училище „Георги Бенковски“ (от 1 януари 2020 г.)

Единен военен университет (от 2002 г.)
- Национален военен университет „Васил Левски“ (от 14 юни 2002 г.)

## Началници
Званията на началниците на училището са към датата на заемане на длъжността.
Единно военно училище
| #  | звание        | име                    | дати                                  |
| -- | ------------- | ---------------------- | ------------------------------------- |
| 1  | капитан       | Николай Флейшер        | 1 септември 1878 – 21 май 1879        |
| 2  | капитан       | Константин Рябинкин    | 31 май 1879 – 12 януари 1882          |
| 3  | полковник     | Арнолд Ремлинген       | 12 януари 1882 – 19 март 1884         |
| 4  | полковник     | Всеволод Сахаров       | 20 март 1884 – 8 октомври 1885        |
| 5  | ротмистър     | Анастас Бендерев       | 10 октомври 1885 – 28 октомври 1885   |
| 6  | майор         | Петър Груев            | 23 декември 1885 – 9 август 1886      |
| 7  | капитан       | Христофор Хесапчиев    | 28 август 1886 – 28 януари 1887       |
| 8  | майор         | Рачо Петров            | 28 януари 1887 – 1 юли 1887           |
| 9  | майор         | Върбан Винаров         | 24 юли 1887 – 27 октомври 1887        |
| 10 | подполковник  | Стефан Паприков        | 27 октомври 1887 – 5 юни 1891         |
| 11 | подполковник  | Рачо Петров            | 5 юни 1891 – 2 ноември 1891           |
| 12 | подполковник  | Кирил Ботев            | 2 ноември 1891 – 1 март 1897          |
| 12 | подполковник  | Павел Христов          | 1 март 1897 – 29 май 1897             |
| 13 | подполковник  | Михаил Савов           | 1 юли 1897 – 18 март 1903             |
| 14 | подполковник  | Васил Петев            | 21 март 1903 – 4 юни 1903             |
| 15 | генерал-майор | Стефан Ильев           | 4 юни 1903 – 9 януари 1904            |
| 16 | подполковник  | Васил Петев            | 9 януари 1904 – 14 март 1905          |
| 17 | полковник     | Атанас Назлъмов        | 14 март 1905 – 1 ноември 1907         |
| 18 | генерал-майор | Вичо Диков             | 2 ноември 1907 – 2 април 1910         |
| 19 | генерал-майор | Кирил Ботев            | 3 април 1910 – 1 януари 1912          |
| 20 | полковник     | Никола Жеков           | 18 март 1912 – 19 септември 1912      |
| 21 | полковник     | Иван Луков             | 27 септември 1913 – 9 март 1914       |
| 22 | полковник     | Стефан Тасев           | 9 март 1914 – 10 септември 1915       |
| 23 | полковник     | Георги Стойнев         | 16 септември 1915 – 12 септември 1917 |
| 24 | полковник     | Атанас Каишев          | 17 септември 1917 – 23 септември 1918 |
| 25 | полковник     | Петър Мидилев          | 29 октомври 1918 – 7 ноември 1919     |
| 26 | полковник     | Стефан Нойков          | 24 ноември 1919 – 13 юни 1920         |
| 27 | полковник     | Славейко Василев       | 16 юни 1920 – 18 октомври 1920        |
| 28 | полковник     | Илия Каблешков         | 4 ноември 1920 – 10 януари 1923       |
| 29 | полковник     | Христо Христов         | 10 януари 1923 – 13 юни 1923          |
| 30 | полковник     | Дамян Велчев           | 14 юни 1923 – 5 септември 1928        |
| 31 | генерал-майор | Сотир Маринков         | 5 септември 1928 – 30 януари 1929     |
| 32 | полковник     | Михаил Йовов           | 31 януари 1929 – 18 май 1934          |
| 33 | полковник     | Крум Колев             | 19 май 1934 – 11 април 1935           |
| 34 | полковник     | Димитър Стоянов        | 11 април 1935 – 28 октомври 1935      |
| 35 | полковник     | Васил Бойдев           | 28 октомври 1935 – 12 октомври 1936   |
| 36 | полковник     | Никола Хаджипетков     | 12 октомври 1936 – 17 февруари 1937   |
| 37 | полковник     | Никола Михов           | 17 февруари 1937 – 19 април 1941      |
| 38 | полковник     | Александър Попдимитров | 28 април 1941 – 19 септември 1942     |
| 39 | полковник     | Иван Сапунджиев        | 19 септември 1942 – 9 септември 1944  |
| 40 | полковник     | Христо Стойков         | 10 септември 1944 – 26 януари 1948    |

Военно общовойсково училище
| #  | звание                                  | име                     | дати                                 |
| -- | --------------------------------------- | ----------------------- | ------------------------------------ |
| 1  | полковник                               | Станчо Хаджиев          | 26 януари 1948 – 21 май 1952         |
| 2  | полковник                               | Крум Руменин            | 22 май 1952 – 16 юни 1952            |
| 3  | полковник                               | Георги Ангелов          | 17 юни 1952 – 9 ноември 1955         |
| 4  | генерал-майор                           | Димитър Попов           | 9 ноември 1955 – 25 август 1957      |
| 5  | подполковник                            | Митов                   | 25 август 1957 – 30 януари 1958      |
| 6  | генерал-майор                           | Стоян Стоянов           | 30 януари 1958 – 19 септември 1958   |
| 7  | полковник                               | Пенчо Янкулов           | 1 октомври 1958 – 8 септември 1959   |
| 8  | полковник                               | Иван Янакиев            | 9 септември 1959 – 30 септември 1959 |
| 9  | генерал-майор                           | Борис Карамфилов        | 30 септември 1959 – 20 август 1964   |
| 10 | полковник                               | Атанас Дамянов          | 21 август 1964 – 20 октомври 1964    |
| 11 | генерал-майор                           | Цаньо Бакалов           | 21 октомври 1964 – 31 август 1968    |
| 12 | полковник                               | Атанас Дамянов          | 1 септември 1968 – 13 октомври 1970  |
| 13 | полковник                               | Бочо Томов              | 13 октомври 1970 – 22 март 1972      |
| 14 | полковник                               | Атанас Дамянов          | 22 март 1972 – 26 юни 1972           |
| 15 | полковник/генерал-майор доцент к. в. н. | Делчо Станимиров        | 27 юни 1972 – 30 октомври 1982       |
| 16 | генерал-майор                           | Ганчо Стоянов           | 30 октомври 1982 – 1 октомври 1985   |
| 17 | полковник/генерал-майор                 | Пею Янчев               | 1 октомври 1985 – 30 декември 1991   |
| 18 | полковник                               | Петко Пенков            | 31 декември 1991 – 31 август 1996    |
| 19 | генерал-майор                           | Георги Ангелов Георгиев | 1 септември 1996 – 22 май 2001       |
| 20 | полковник                               | Христо Кротев           | 22 май 2001 – 30 юни 2002            |

Военно артилерийско училище
| #  | звание        | име                      | дати        |
| -- | ------------- | ------------------------ | ----------- |
| 1  | полковник     | Иван Христов Цонев       | 1948 – 1949 |
| 2  | полковник     | Христо Ангелов           | 1949 – 1952 |
| 3  | полковник     | Нешо Нешев               | 1952 – 1955 |
| 4  | генерал-майор | Ангел Ангелов            | 1955 – 1959 |
| 5  | полковник     | Нешо Нешев               | 1959 – 1962 |
| 6  | генерал-майор | Тодор Желев              | 1962 – 1972 |
| 7  | генерал-майор | Кирил Стоименов          | 1972 – 1983 |
| 8  | генерал-майор | Найден Боримечков        | 1983 – 1988 |
| 9  | генерал-майор | Борис Бобев              | 1988 – 1992 |
| 10 | полковник     | Иван Динев               | 1992 – 2000 |
| 11 | полковник     | Радослав Димитров Узунов | 2000 – 2002 |
| 12 | полковник     | Андрей Иванов Андреев    | 2002        |

Военновъздушно училище
Национален военен университет
1. Бригаден генерал (ген. м-р от 12 май 2004) Ангел Златилов (30 юни 2002 – 20 май 2004)
2. Бригаден генерал (ген. м-р от 1 юни 2008) Георги Георгиев (20 май 2004 – 3 юни 2008)
3. Бригаден генерал Цветан Харизанов (3 юни 2008 – 3 декември 2013)
4. Полковник Христо Атанасов (3 декември 2013 – май 2014), временно изпълняващ длъжността
5. Бригаден генерал Стефан Янев (2 май 2014 – 9 юни 2014)
6. Бригаден генерал Тодор Дочев (9 юни 2014 – 26 юни 2015)
7. Бригаден генерал Пламен Богданов (26 юни 2015 – 15 август 2019)
8. Полковник (бриг. ген. от 28 септември 2020) Иван Маламов (15 август 2019 – 1 април 2025)
9. Бригаден генерал Станчо Кайков (от 1 април 2025)

## Възпитаници
В училището са учили стотици видни български офицери и генерали, командири в българската войска и министри на отбраната.
Държавни глави
- цар Борис
- княз Кирил
- Никола Михов
- Петър Младенов
- Румен Радев

Председатели на Народното събрание
- Петър Стайков
- Христо Калфов

Министър-председатели
- Рачо Петров
- Кимон Георгиев
- Пенчо Златев
- Иван Багрянов
- Константин Муравиев
- Стефан Янев